# Heteromirafra
Heteromirafra là một chi chim trong họ Alaudidae.